# Holzkeulenartige

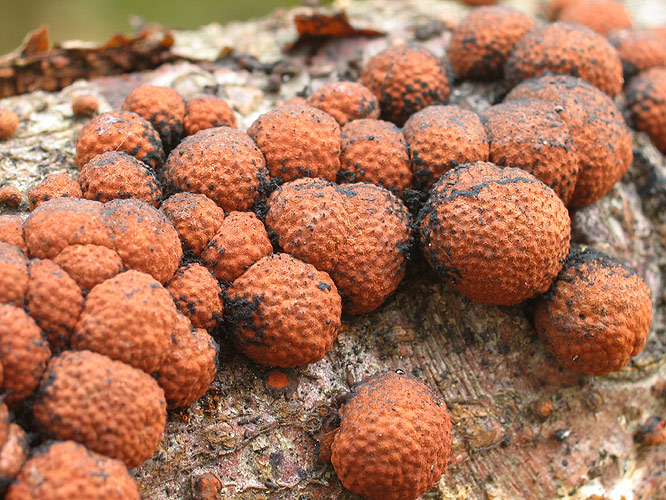
Rötliche Kohlenbeere (Hypoxylon fragiforme)

Die Holzkeulenartigen (Xylariales) sind eine Ordnung der Schlauchpilze, die eine eigene Unterklasse Xylariomycetidae bilden.

## Merkmale
Die Vertreter der Ordnung besitzen ein deutlich ausgebildetes Stroma. Die Fruchtkörper sind dunkle Perithecien. Die Asci besitzen häufig einen amyloiden Apikalring. Es treten echte Paraphysen auf.

## Lebensweise
Die meisten Arten sind Saprobionten oder Pflanzenparasiten in terrestrischen Lebensräumen. Einige wenige Vertreter sind Meeresbewohner (Anthostomella torosa).

## Systematik
Die Ordnung umfasst über 800 Arten. Zu ihr werden folgende Familien gezählt (mit ausgewählten Gattungen und Arten):
- Amphisphaeriaceae mit 40 Gattungen: Sie ähneln den Xylariaceae, nur besitzen sie Ascosporen ohne deutliche Keimschlitze. Die Anamorphe sind Coelomyceten der Gattung Pestalotia.
  - Pestalotiopsis microspora
- Apiosporaceae
- Cainiaceae: Die Arten der monotypischen Familie sind Bewohner von Einkeimblättrigen mit zweizelligen Ascosporen. Die Asci haben amyloide Apikalringe.
- Clypeosphaeriaceae mit 10 Gattungen: Es sind großteils Vertreter mit Iod-negativen Ascusspitzen. Die Keimstellen sind, wenn vorhanden, porenförmig.
- Coniocessiaceae
- Eckenscheibchenverwandte (Diatrypaceae) mit 9 Gattungen: Sie besitzen hellbraune allantoide Ascosporen. Die Anamorphen produzieren Konidien ohne deutlichen Narben. Die Konidien sind dicht in coelomyceten Konidiomata gepackt. Die Familie ist eine natürliche Verwandtschaftsgruppe. Die Gattungsabgrenzungen sind vielfach noch künstlich.
  - Diatrype
    - Buchen-Eckenscheibchen (Diatrype disciformis)
- Graphostromataceae mit einziger Gattung
  - Graphostroma
- Hyponectriaceae mit 16 Gattungen. Sie ist wahrscheinlich polyphyletisch.
- Myelostromataceae: ebenfalls monotypisch
- Vialaeaceae
- Xylariaceae mit 73 Gattungen: Die Perithecien sind in das Stroma eingebettet. Die Asci besitzen meist einen amyloiden Apikalring. Die reifen Ascosporen sind einzellig und haben einen deutlichen Keimschlitz. Die Anamorphen besitzen sympodiale konidiogene Zellen und holoblastische, einzellige Konidien mit Abschnürungsnarben.
  - Hypoxylon
    - Rötliche Kohlenbeere (Hypoxylon fragiforme)

  - Kretzschmaria
    - Brandkrustenpilz (Kretzschmaria deusta)

  - Rosellinia
  - Xylaria
    - Geweihförmige Holzkeule (Xylaria hypoxylon)

## Belege